# Gajne
Gajne (deutsch Gaynen) ist ein Ort in der polnischen Woiwodschaft Ermland-Masuren und gehört zur Landgemeinde Piecki (deutsch Peitschendorf) im Powiat Mrągowski (Kreis Sensburg).

## Geographische Lage
Gajne liegt westlich des Weiß-Sees (polnisch Jezioro Białe) in der südlichen Mitte der Woiwodschaft Ermland-Masuren, 16 Kilometer südwestlich der Kreisstadt Mrągowo (deutsch Sensburg).

## Geschichte
Das einstige Gaynen entstand ursprünglich als ein großes Gut und wurde als solches im Jahr 1785 ein „adliges Dorf mit 19 Feuerstellen“ genannt. 1874 wurde der Gutsbezirk Gaynen in den neu errichteten Amtsbezirk Borowen (1938–1945 Prausken, polnisch Borowe) eingegliedert, der zum Kreis Sensburg im Regierungsbezirk Gumbinnen (1905–1945 Regierungsbezirk Allenstein) in der preußischen Provinz Ostpreußen gehörte. 
Aufgrund der Bestimmungen des Versailler Vertrags stimmte die Bevölkerung im Abstimmungsgebiet Allenstein, zu dem Gaynen gehörte, am 11. Juli 1920 über die weitere staatliche Zugehörigkeit zu Ostpreußen (und damit zu Deutschland) oder den Anschluss an Polen ab. In Gaynen stimmten 100 Einwohner für den Verbleib bei Ostpreußen, auf Polen entfielen keine Stimmen.
Am 30. September 1928 verlor Gaynen seine Eigenständigkeit und wurde in den Nachbarort Ganthen (polnisch Gant) eingemeindet.
Als 1945 in Kriegsfolge das gesamte südliche Ostpreußen an Polen abgetreten wurde, war auch Gaynen davon betroffen. Der Ort erhielt die polnische Namensform Gajne und ist heute eine Ortschaft im Verbund der Landgemeinde Piecki (Peitschendorf) im Powiat Mrągowski (Kreis Sensburg), bis 1998 der Woiwodschaft Olsztyn, seither der Woiwodschaft Ermland-Masuren zugehörig.

### Einwohnerzahlen
| Jahr | Anzahl |
| ---- | ------ |
| 1818 | 63     |
| 1839 | 44     |
| 1867 | 23     |
| 1885 | 150    |
| 1898 | 150    |
| 1905 | 116    |
| 1910 | 140    |

## Kirche
Bis 1945 war Gaynen in die evangelische Kirche Ribben (polnisch Rybno) in der Kirchenprovinz Ostpreußen der Evangelischen Kirche der Altpreußischen Union sowie in die katholische St.-Adalbert-Kirche Sensburg im damaligen Bistum Ermland eingepfarrt. Heute gehört Gajne zur evangelischen Kirchengemeinde Nawiady, einer Filialgemeinde der Pfarrei Mrągowo in der Diözese Masuren der Evangelisch-Augsburgischen Kirche in Polen, und außerdem zur katholischen Kirche in Gant (Ganthen), einer Filialkirche der Pfarrei in Grabowo (Grabowen, 1938–1945 Grabenhof) im jetzigen Erzbistum Ermland in der polnischen katholischen Kirche.

## Verkehr
Gajne liegt abseits des Verkehrsgeschehens und ist über eine Nebenstraße zu erreichen, die von Dłużec (Langendorf) nach Gant (Ganthen) führt. Außerdem endet in Gajne ein von Bieńki (Bienken, 1938–1945 Bönigken) kommender Landweg. Eine Anbindung an den Bahnverkehr besteht nicht.